# San Bartolomeo in Galdo
San Bartolomeo in Galdo är en ort och kommun i provinsen Benevento i regionen Kampanien i Italien. Kommunen hade 4 743 invånare (2017).